# 布达佩斯第二十二区

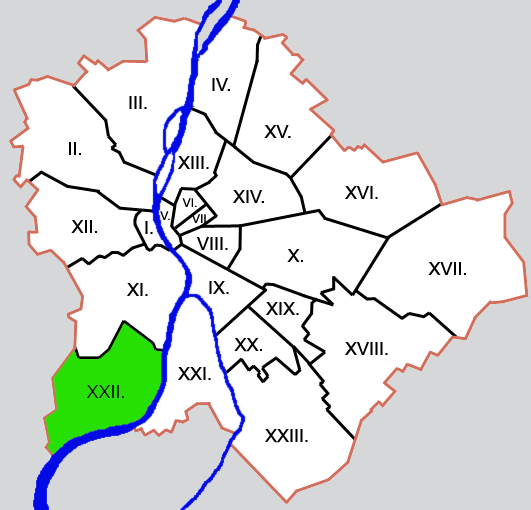
所在位置

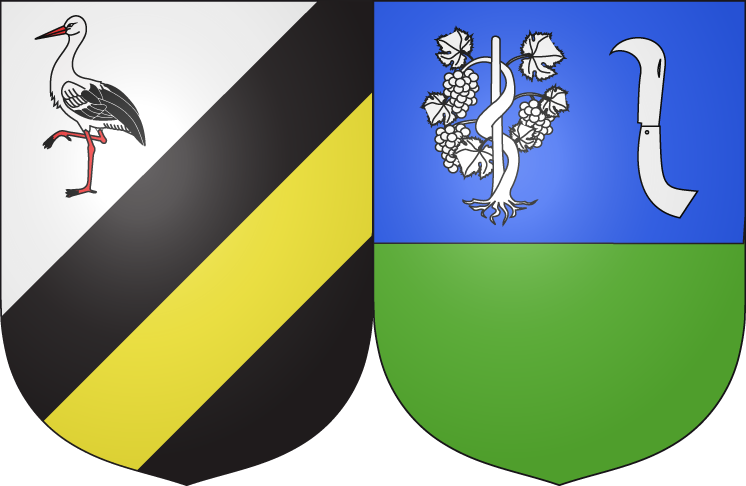
区徽

布达佩斯第二十二区，是匈牙利首都布达佩斯的一个区，总面积34.25平方公里，总人口50 499，人口密度1 474人/平方公里（2009年1月1日）。